# 歪头山站
歪头山站位于辽宁省本溪市溪湖区石桥子镇，为沈丹铁路上的一个火车站。建于1920年。
距离沈阳站54公里，丹东站223公里，隶属沈阳铁路局管辖。现为四等站。

## 始发车次
资料日期，2009年9月25日
| 開出時間 | 車次編號 | 目的地 | 列車等級 | 行車時間 | 空調 |
| -------- | -------- | ------ | -------- | -------- | ---- |
| 8:18     | 6313     | 南芬   | 普客     | 1:50     |      |